# Kei Koito
Kei Koito (* 4. Januar 1950 in Kyōto, Japan) ist eine japanische Organistin, Musikpädagogin und Komponistin, die in der Schweiz wohnt.

## Leben
Kei Koito wurde in eine Künstlerfamilie hineingeboren. Ihr Vater Akira Koito ist Filmproduzent und Drehbuchautor und ihre Mutter Dichterin. Ihr Bruder Juniji wohnt in Paris und ist Bildhauer.
Kei erhielt ab dem sechsten Lebensjahr Klavier-, Cello- und Gesangsunterricht. Mit zwölf Jahren entdeckte sie die Orgel, und diese wurde ihr Lieblingsinstrument. Als sie in Yokohama zur Schule ging, spielte sie zwei Jahre Cello im Schulorchester und spielte mit dem Yokohama City Orchestra das 3. Klavierkonzert von Ludwig van Beethoven. Nach ihrem Schulabschluss mit 16 Jahren wollte sie sich der Orgel widmen.
In Tokio studierte sie an der Tōkyō Geijutsu Daigaku und schloss 1972 mit einem Bachelor of Fine Arts ab. Sie arbeitete an der Orgel mit Mitchio Akimoto, am Klavier, Musiktheorie und Kammermusik. Es folgte ein Interpretationskurs bei Anton Heiller und Marie-Claire Alain.
Sie setzte ihr Studium am Genfer Konservatorium bei Pierre Segond und danach bei Xavier Darasse in Toulouse über romantische, symphonische und zeitgenössische Orgel fort. Später arbeitete sie mit Luigi Ferdinando Tagliavini und dem barocken Geiger und Dirigenten Reinhard Goebel zusammen. Sie besuchte Kurse in Komposition, Orchestrierung und Musikanalyse bei Éric Gaudibert in Genf. 1987 schloss sie ihr Studium mit dem Premier Prix de Virtuosité d’orgue mit Auszeichnung ab.

### Karriere
Kei Koito trat zum ersten Mal als Solistin in Rezitals in der Victoria Hall in Genf und dem Auditorium Maurice-Ravel in Lyon auf. Sie gibt Konzerte in Europa, Russland, Asien, Nordamerika und Südamerika.
Seit 1980 ist die Alte Musik ein Hauptpfeiler ihres Repertoires geworden, im Speziellen jene von Johann Sebastian Bach. 1989 nahm sie die Triosonaten für Orgel sowie die Canonischen Variationen, die Clavierübung (1993) und Die Kunst der Fuge (1998) auf.
Seit 1985 nimmt sie vor allem Stücke von Bach sowie dessen Zeitgenossen Buxtehude, Böhm, Bruhns, François Couperin, Fischer, Frescobaldi, Froberger, Grigny, Kerll, Muffat, Pachelbel und deren Vorgänger auf. Kei Koito arbeitet mit dem Label Claves.
Seit 1992 lehrt sie an der Haute École de Musique in Lausanne. Sie forscht auf dem Gebiet der Alten Musik. Sie ist Jurymitglied und hält Meisterkurse und Vorträge in Europa, Lateinamerika und Québec über die Werke aus dem 16. bis 18. Jahrhundert, Bach und Musik von 1950 bis heute. Sie tritt zusammen mit dem Ensemble Gilles Binchois und der Musica Antiqua Köln auf.
1994 erhielt sie den Preis der Stiftung „Pro Arte“ des schweizerischen Kulturamtes und 2010 den Waadtländer Kulturpreis. Sie lebt in Lausanne.

## Kompositionen
Zwischen 1982 und 1992 komponierte sie einige Werke für Ensembles und Soloinstrument im modernen Stil, der von Varèse, Bruno Maderna, Ligeti und Lutosławski beeinflusst ist.

## Schriften
- À propos des Sonates en trio, des Concertos et des Variations canoniques pour Orgel de J. S. Bach. Harmonic Records, 1990; kei-koito.com (PDF; 15 MB).
- À propos du Clavier-Übung III et la Messe pour orgue de J. S. Bach. H/CD 9352/9353. S. 2–27. Harmonic Records, 1993; kei-koito.com (PDF; 36 MB).
- Esthétique de Carl Philipp Emanuel Bach: À propos de ses œuvres pour orgue. In: L’Orgue, Mai und Juni 1996, S. 2–25; kei-koito.com (PDF; 34 MB).
- À propos du compositeur G.-G. Nivers, contemporain de Lully: Nivers et ses admirateurs. L’orgue et la registration chez Nivers. À propos de l’œuvre d’orgue de Nivers. Paris, TEM 316033/34, S. 14–22. Radio-France, 2006/2007; kei-koito.com (PDF; 10 MB).
- Les carnets de Léonard de Vinci. In: Le livre de ma vie: Par 30 personnalités de Suisse Romande. Payot, 2011, S. 42; payot.ch

## Diskografie

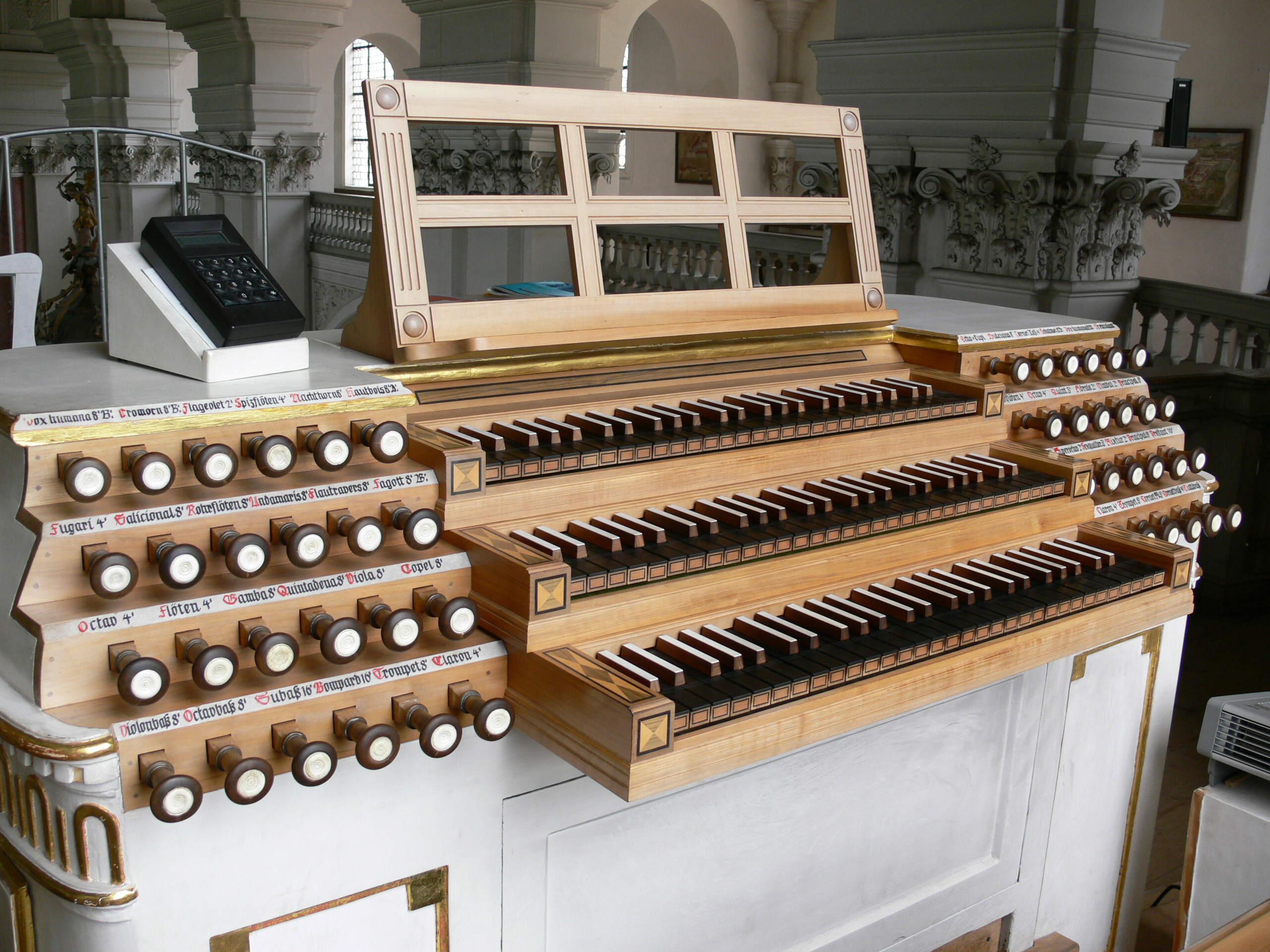
Spieltisch der Johann-Nepomuk-Holzhey-Orgel im Kloster Weißenau

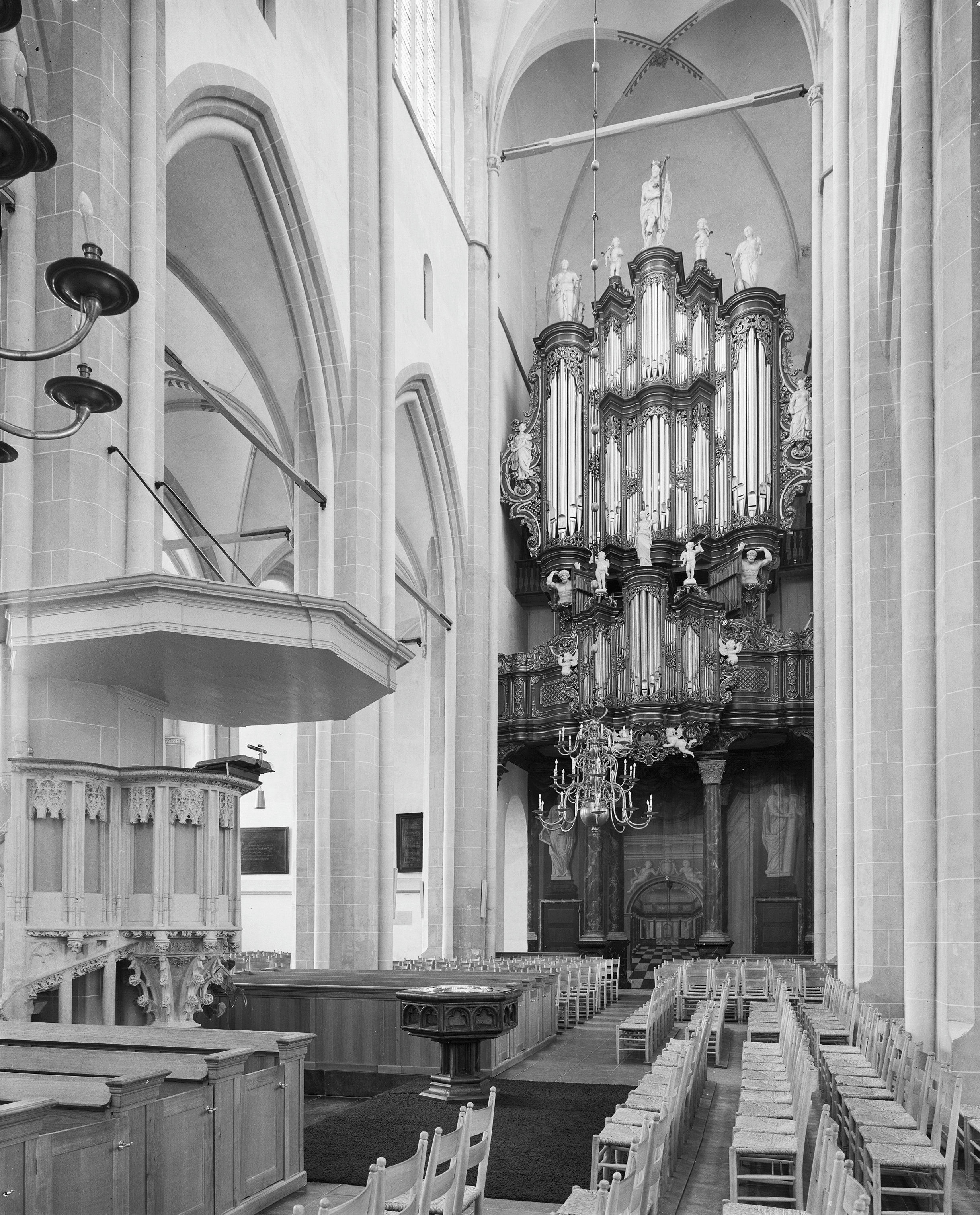
Orgel der Bovenkerk in Kampen

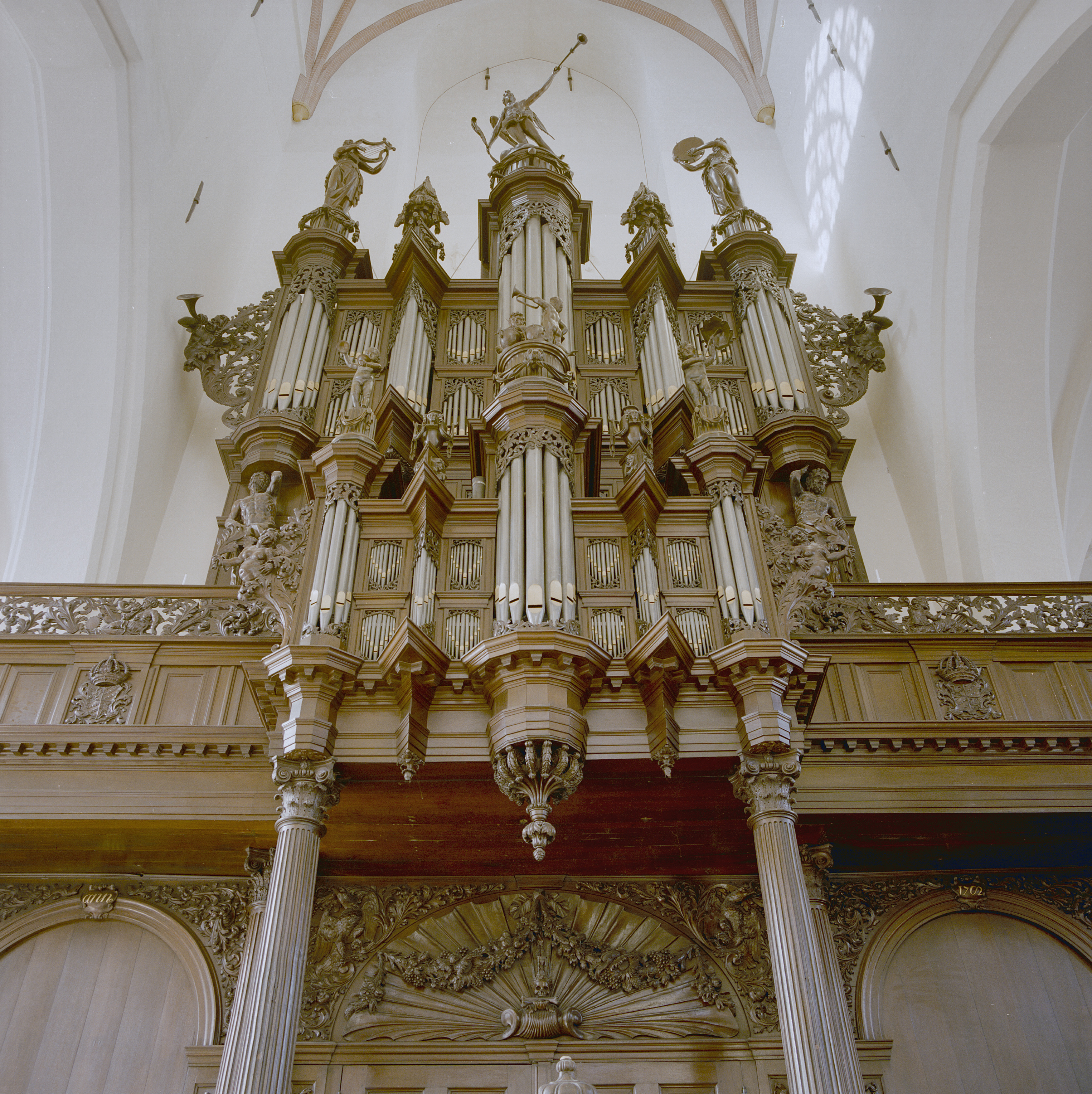
Schnitger-Orgel (1702) in der Aa-kerk in Groningen

Kei Koitos Diskographie konzentriert sich auf die deutschen Barockkomponisten. Sie nahm nacheinander Stücke für Harmonic Records, Tempéraments von Radio France, Claves Records und Deutsche Harmonia Mundi/Sony Music auf.
- 1990: Johann Sebastian Bach: Triosonaten, Concertos et Variations canoniques. Arp-Schnitger-Orgel der Martinikerk Groningen (5.–9. Juni 1989, 2 CDs Harmonic Records H/CD 8828-29, OCLC 32216487)
- 1992: Carl Philipp Emanuel Bach: Orgelsonaten. Orgel Johann Nepomuk Holzhey (1785) in der Kirche Peter und Paul Kloster Weißenau (28.–30. September 1991, Harmonic Records H/CD9152, OCLC 62681106)
- 1993: Johann Sebastian Bach: Clavier-Übung III. Orgel Hinsz (1741) in der Bovenkerk in Kampen. Mit Agnès Mellon, Andreas Scholl, Gerd Türk, Ulrich Messthaler, Dominique Vellard. (1993, 2 CDs Harmonic Records H/CD 9352/9353, OCLC 716376005)
- 1999: Johann Sebastian Bach: Die Kunst der Fuge. Orgel François Lamathe Dom Bédos de Celles de Salelles (1748) in Ste-Croix (Bordeaux) (22.–26. November 1998, Coll. «Tempéraments» 2 CDs Radio-France TEM 316016/17, OCLC 44179120)
- 2005: Guillaume-Gabriel Nivers: Livres d’orgue: Messe, Magnificat, Suites, Graduel, Motet. Orgel Boizard (1714) in Saint-Michel en Thiérache. Mit dem Vokalensemble Gilles Binchois, Dir. Dominique Vellard (September 2004, Coll. «Tempéraments» 2 CDs Radio-France TEM 316033/34, OCLC 658536468)
- 2008: «Buxtehude & …», Anthologie Buxtehude. Werke von Delphin Strunck, Jakob Praetorius, Hieronymus Praetorius III, Heinrich Scheidemann, Matthias Weckmann, Franz Tunder. Orgeln Schnitger (1693) St. Jacobi, Hamburg; Schnitger (1692) Martinikerk Groningen; Mülish-Botz (1655) Payerne; H. Scherer d. J. (1624), St. Stephan Tangermünde (14.–16. November 2006, 15.–17. Mai 2007, 19.–21. Juni 2007, 16.–17. Juli 2007 und 24.–27. September 2007, 3 CDs Claves Records 50-2706, 50-2705, 50-2704, OCLC 399813879)
- 2012: Bach: Les chefs-d’œuvre pour orgue (5 CDs Claves Records)
  - Orgel v. Schnitger in der Martinikerk in Groningen. Vol. 1 (21.–23. Juni 2009, Claves) und 4; OCLC 714892168, OCLC 883245411
  - Orgel v. Gottfried Silbermann in der Kathedrale Dresden. Vol. 2 (21.–23. September 2009, OCLC 724716441)
  - Orgel v. Christian Müller in der Bavokerk Haarlem. Vol. 3 (21.–23. Juni 2011, OCLC 858945743)
  - Orgel v. Franciscus Volckland (1732/1737) in der Cruciskirche Erfurt. Vol. 5 (2015, Claves Records CD 50-1503)
- 2014: Organ music before Bach (Deutsche Harmonia Mundi / Sony Music LC 00761)
- 2015: Les Maîtres de l’Orgue français, de Louis XIII à la Monarchie de Juillet, Titelouze à Boëly. Orgeln von Saint-Michel en Thiérache, Souvigny, Sarlat, Saint-Maximin, Poitiers, Cintegabelle, Sainte-Croix de Bordeaux, Dole, Notre-Dame de la Daurade de Toulouse (2014, 8 CDs, Coll. «Tempéraments» Radio-France TEM 316045/52)
- 2015: Musique d’orgue d’avant Bach: Pachelbel, Froberger, Georg Muffat, Kerll, Fischer. Orgeln Johann Jakob Hör (1736) / Hermann Weber (2008), Stiftskirche St. Katharina Wolfegg (DHM/Sony Music, OCLC 896738687)
- 2016: Concertos Baroque pour orgue. Händel, Vivaldi, Telemann, Albinoni, Torelli. Orgel Arp Schnitger (1702) / Gebr. Reil (2011), Aa-kerk Groningen (1.–3. Juli 2015, DHM/Sony Music, OCLC 951167138)